# Lakewood, Ohio
Lakewood är en stad (city) i Cuyahoga County i delstaten Ohio i USA. Staden hade 50 942 invånare, på en yta av 17,34 km² (2020). Den ligger vid Eriesjöns södra strand och är en västlig förort till Cleveland.

## Kända personer från Lakewood
- Ed Feighan, politiker
- Teri Garr, skådespelare
- Elaine Sturtevant, konstnär